# It All Belongs to Me

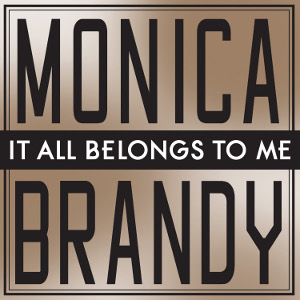

It All Belongs to Me è un singolo collaborativo delle cantanti statunitensi Monica e Brandy, pubblicato nel 2012 ed estratto dall'album New Life.

## Video
Il videoclip della canzone è stato diretto da Chris Robinson. Esso è ispirato ai film Thelma & Louise e Donne - Waiting to Exhale.

## Tracce
- Download digitale

1. It All Belongs to Me – 4:04

- Download digitale - Remix

1. It All Belongs To Me [High Level Radio Mix] – 4:18

- Download digitale (UK)

1. It All Belongs to Me [Radio Edit] – 4:04
2. It All Belongs to Me – 4:04
3. Anything (To Find You) (featuring Rick Ross) – 3:42